# Un homme parfait (téléfilm)
Cet article possède un paronyme, voir L'Homme parfait.
Un homme parfait est un téléfilm français réalisé par Didier Bivel en 2018 pour une diffusion sur France 2. Il s'agit de l'adaptation du best-seller Un fils parfait de Mathieu Menegaux.

## Synopsis
Maxime est un homme à qui tout réussit : de grandes études, une carrière fulgurante, une famille parfaite et aimante. Mais il y a une ombre au tableau : sa fille, Claire, l'accuse d'attouchements sexuels. Quand elle en parle à sa mère, Daphné, celle-ci, très amoureuse de son mari, peine à la croire. Mais quand la plus jeune raconte à sa mère des faits du même ordre, Daphné s'enfuit avec ses filles et porte plainte. Elle n'a pas de preuves, perd son sang-froid face à un policier, est hospitalisée et soupçonnée de fabuler pour divorcer et avoir la garde de ses filles. Maxime récupère ses enfants et prétend que son épouse est folle. Il croit avoir gagné la partie car il a l'image d'un fils et d'un père parfait. Mais son père, à la faveur d'un incident révélateur de l'inceste subi par ses petites-filles, découvre la vérité et appelle la police.

## Fiche technique
- Réalisateur : Didier Bivel
- Scénariste : Dominique Garnier
- Producteurs : Monique Bernard-Baumet et Charles Bernard
- Directeur de Production : Olivier Garabedian
- Société de production : Adrénaline & France Télévisions
- Pays d'origine : France
- Genre : Film policier
- Durée :
- Date de diffusion : 20 mars 2019 sur France 2

## Distribution
- Loïc Corbery : Maxime Sémelin
- Odile Vuillemin : Daphné Sémelin, la femme de Maxime
- Lilas-Rose Gilberti : Claire, la fille aînée de Maxime et Daphné
- Didier Flamand : Henri, le père de Maxime
- Frédérique Tirmont : Elise, la mère de Maxime
- Natalia Dontcheva : Laurence
- Raphaëline Goupilleau : Mariette
- Milla Dubourdieu : Lucie, la fille cadette de Maxime et Daphné
- Katia Tchenko : Sandrine
- Guillaume Denaiffe : Le substitut du procureur Soncini
- Marie Bouvet : Capitaine Grésillon
- Alex Lajoie : L'ophtalmologiste
- Cédric Weber : Maître Malecot
- Fabrice Lelyon : Andréas
- Aurélia Ciattoni : Maîtresse Claire

## Critiques
Selon Le Monde, "les mots manquent pour qualifier l’inceste : ignoble, immonde, abject… L’immense attrait d’Un homme parfait est d’ajouter à cette liste de lieux communs les mots amour, intelligence, beauté."

## Distinctions

### Récompenses
- Prix média ENFANCE majuscule 2020 Catégorie Fiction